# Sherdog
Sherdog ist ein amerikanisches Webportal, das sich Mixed Martial Arts (MMA) widmet. Die Seite ist Bestandteil des Crave Online Netzwerks und versorgt ESPN.com mit Informationen rund um MMA.
Es werden die Kämpfe von bekannten Kämpfern dort gesammelt und aufgelistet.